# Max Warnack
Karl Max Warnack (* 9. Mai 1882 in Berlin als Carl Max Warnack; † 8. März 1945 ebenda) war ein höherer deutscher Staatsbeamter. Er war Direktor im Statistischen Reichsamt in Berlin.

## Leben und Wirken
Er war der Sohn des Geheimen Kanzleidieners Carl Gottlieb Warnack und dessen Ehefrau Marie Auguste Elise Warnack geb. Scheunen und in deren Wohnung in der Berliner Landwehrstraße 1 geboren. Nach dem 1901 erfolgten Schulabschluss am Königstädtischen Realgymnasium zu Berlin studierte er und promovierte 1905 an der Universität Berlin zum Dr. phil. Das Thema seiner Dissertation lautete Die Entwicklung des deutschen Banknotenwesens (Teil 1). Er trat als ständiger Mitarbeiter beim Kaiserlichen Statistischen Amt in den deutschen Staatsdienst ein und stieg vom Regierungsrat und Oberregierungsrat im Preußischen Statistischen Landesamt und schließlich bis zum Direktor im Statistischen Reichsamt in Berlin auf. Auch im Jahr 1942 bekleidete Warnack weiterhin das Amt des Direktors im Bereich Finanz- und Steuerstatistik im Statistischen Reichsamt, das seinen Sitz in der Neuen Königstraße hatte.
Gegen Ende des Zweiten Weltkrieges nahm er sich durch Erhängen in seiner Dienststelle das Leben. Er wurde am Nachmittag des 8. März 1945 tot aufgefunden.
Bleibende Bekanntheit erlangte er durch die Herausgabe des Taschenbuchs für Verwaltungsbeamte, das 1943 im 60. und letzten Jahrgang im Carl Heymanns Verlag in Berlin erschien.

## Schriften (Auswahl)
- Unsere Kolonialwirtschaft in ihrer Bedeutung für Industrie, Handel und Landwirtschaft. Nach Zusammenstellungen des Kaiserlichen Statistischen Amtes hrsg. vom Kolonial-Wirtschaftlichen Komitee. 1910.
- Unsere Kolonialwirtschaft in ihrer Bedeutung für Industrie, Handel und Landwirtschaft. Kolonial-Wirtschaftl. Komitee E. V., Berlin 1914.
- Die Bedeutung kolonialer Eigenproduktion für die deutsche Volkswirtschaft. Kolonial-Wirtschaftl. Komitee, Berlin 1926.
- Braucht Deutschland eigene Rohstoffquellen? Kolonial-Wirtschaftliches Komitee E. V. Berlin, E. S. Mittler & Sohn, Berlin 1929.
- Ländliche Siedlung und Bevölkerungsverdichtung. Deutsche Landbuchhandlung, Berlin 1933.
- Kolonial-wirtschaftl. Komitee (Hrsg.): Koloniale Ergänzungswirtschaft für Deutschland. Zahlen u. Tatsachen. Berlin 1939.